# Poeciloacanthum oweni
Poeciloacanthum oweni is een lintworm (Platyhelminthes; Cestoda). De worm is tweeslachtig. De soort leeft als parasiet in andere dieren.
Het geslacht Poeciloacanthum, waarin de lintworm wordt geplaatst, wordt tot de familie Pseudotobothriidae gerekend. De wetenschappelijke naam van de soort werd voor het eerst geldig gepubliceerd in 1995 door Palm.